# Scherl’s Magazin

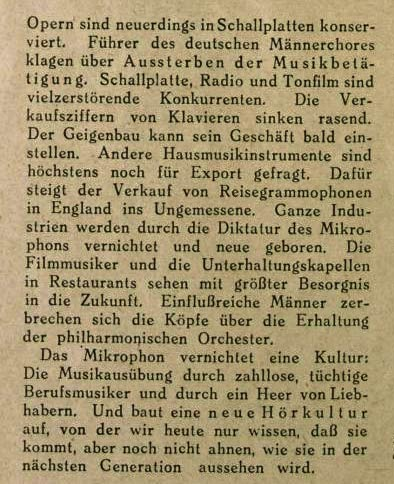
Seite des Magazins zum Thema „Neue Hörkultur“ von September 1929

Scherl’s Magazin war eine deutschsprachige Zeitschrift. Sie widmete sich kulturellen und allgemeinen Unterhaltungsthemen und erschien in neun Jahrgängen von 1924 bis 1933 in dem Berliner nach August Scherl benannten Verlag der August Scherl GmbH. Sie gehörte zum Konzern des im rechtskonservativen Spektrum verorteten Medienmoguls Hugenberg.
Illustratoren waren unter anderem Franz Christophe, Carl Hachez, Alexander M. Cay und der später im NS-Staat Karriere machende Karikaturist Hans Herbert Schweitzer. Die Zeitschrift wurde 1933 eingestellt.
Die Sächsische Landesbibliothek – Staats- und Universitätsbibliothek Dresden (SLUB) hat die Ausgaben  des Magazins der Jahre 1928 bis 1933 digitalisiert und stellt die Ausgaben in der Rubrik Illustrierte Magazine der Klassischen Moderne kostenfrei und mit Volltext-Recherche-Möglichkeit über das Internet zur Verfügung.